# Sân bay Lublin
Sân bay Lublin là một sân bay ở Ba Lan để phục vụ Lublin và khu vực xung quanh. Vị trí xây sân bay khoảng 10 km (6,2 dặm Anh) về phía đông trung tâm Lublin, gần thị trấn Świdnik. Sân bay có một đường băng kích thước 2520 x (45 + 2 x 7,5) m, và nhà ga có thể phục vụ cùng lúc 4 chiếc Boeing 737-800. Công tác xây dựng bắt đầu vào mùa thu năm 2010 và chính thức mở của ngày 17-12-2012. Sân bay này thay thế sân bay có đường băng bằng cỏ 1200 x 50 m phục vụ nhà máy trực thăng PZL-Świdnik và có tên là sân bay Świdnik với mã ICAO EPSW. Sân bay Lublin có mã ICAO EPLB.
Hợp đồng xây đường băng được ký tháng 8 năm 2011 với thời gian hoàn thành dự kiến vào tháng 8 năm 2012.
Ban đầu sân bay sẽ có hệ thống điều khiển hạ cánh chính xác Cat 1.

## Hãng hàng không và điểm đến
| Hãng hàng không | Các điểm đến |
| --------------- | --- |
| Ryanair         | Dublin [bắt đầu từ 18 tháng 12 năm 2012], Liverpool [bắt đầu từ 1 tháng 4 năm 2013], sân bay London-Stansted [bắt đầu từ 17 tháng 12 năm 2012] |
| Wizz Air        | London-Luton [bắt đầu từ 18 tháng 12 năm 2012], Oslo-Torp [bắt đầu từ 18 tháng 12 năm 2012]                                                    |

## Đường tiếp cận
Sân bay Lublin được kết nối bằng đường sắt với nhà ga bên trong nhà ga sân bay. Một đoạn đường sắt dài 2,2 km nối tuyến đường ray này với mạng lưới đường ray hiện hữu được xây năm 2012. 
Sân bay nằm gần đường cao tốc S17 đang được xây.

## Thống kê hành khách

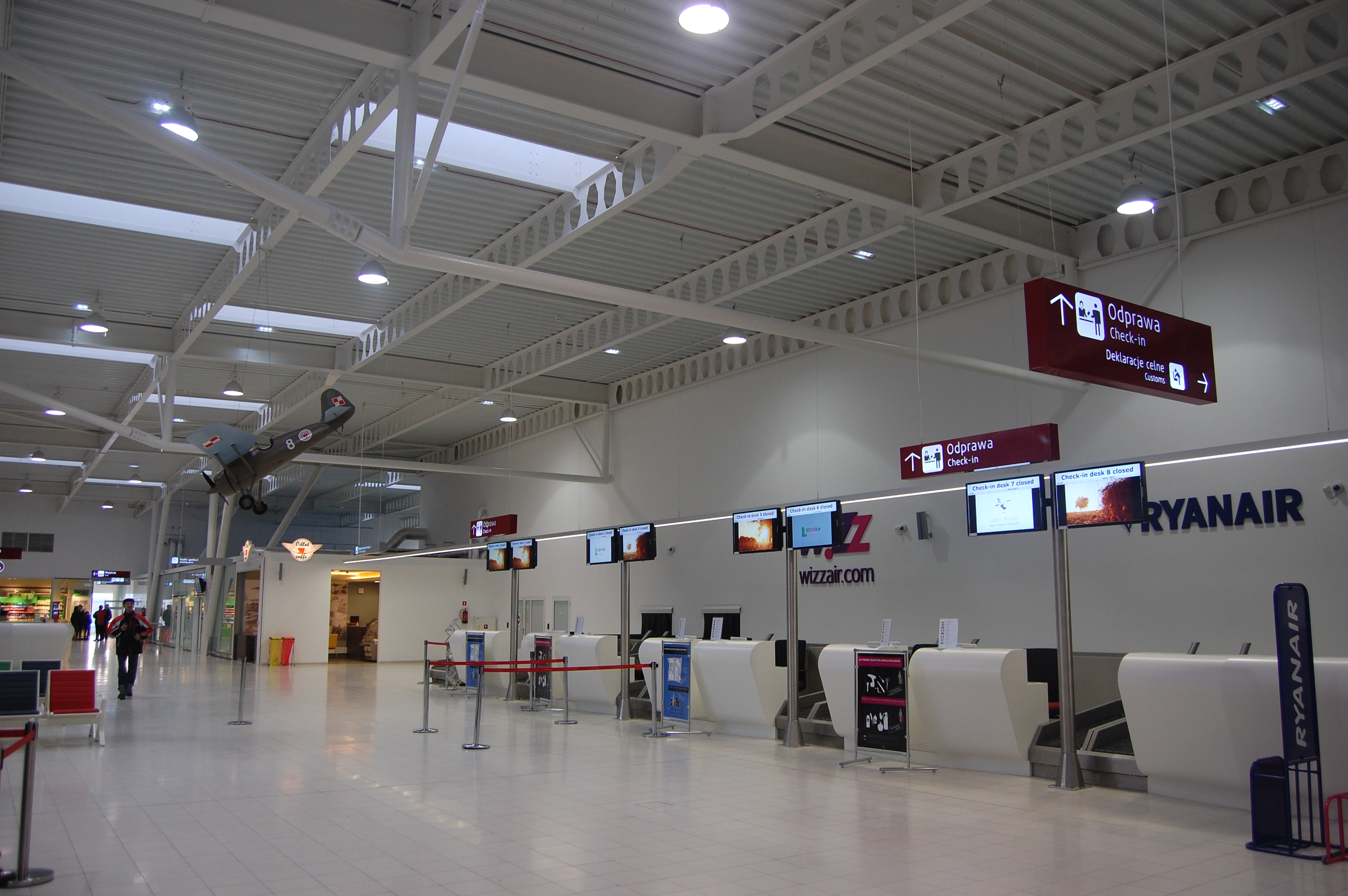
Bên trong nhà ga sân bay.

### 2013
| Tháng | Số hành khách | Lũy kế  | Số chuyến đi/đến |
| ----- | ------------- | ------- | ---------------- |
| 1     | 11.130        | 11.130  | 51               |
| 2     | 10.601        | 21.731  | 47               |
| 3     | 10.352        | 32.083  | 54               |
| 4     | 16.286        | 48.369  | 86               |
| 5     | 17.600        | 65.969  | 84               |
| 6     | 18.155        | 84.124  | 90               |
| 7     | 21.662        | 105.786 | 115              |
| 8     | 21.482        | 127.268 | 142              |
| 9     | 18.497        | 145.765 | 222              |